# تسويوشي شينتسو
تسويوشي شينتسو (باليابانية: 新中 剛史) (28 نوفمبر 1986 في كاغوشيما في اليابان – )؛ هو لاعب كرة قدم ياباني سابق كان يلعب كمهاجم.

## وصلات خارجية
- تسويوشي شينتسو على موقع رابطة كرة القدم اليابانية للمحترفين (اليابانية)
- تسويوشي شينتسو على موقع Soccerway.com (الإنجليزية)